# Euproctis epichrysa
Euproctis epichrysa är en fjärilsart som beskrevs av Collenette 1949. Euproctis epichrysa ingår i släktet Euproctis och familjen tofsspinnare. Inga underarter finns listade i Catalogue of Life.